# Karl Neumer
Karl Neumer (ur. 23 lutego 1887 w Glashütte, zm. 16 maja 1984 w Pirna) – niemiecki kolarz torowy, dwukrotny medalista olimpijski oraz dwukrotny medalista mistrzostw świata.

## Kariera
Pierwsze sukcesy w karierze Karl Neumer osiągnął w 1908 roku, kiedy zdobył dwa medale podczas igrzysk olimpijskich w Londynie. Wspólnie z Hermannem Martensem, Maxem Götze i Richardem Katzerem wywalczył srebrny medal w drużynowym wyścigu na dochodzenie. Na tych samych igrzyskach był ponadto trzeci w sprincie indywidualnym, przegrywając tylko z Victorem Johnsonem z Wielkiej Brytanii oraz Émile'em Demangelem z Francji. Na rozgrywanych rok później mistrzostwach świata w Kopenhadze Neumer wywalczył srebrny medal w sprincie amatorów, ulegając jedynie Brytyjczykowi Williamowi Baileyowi. Bailey był też jedynym kolarzem, który wyprzedził Niemca w sprincie na mistrzostwach świata w Brukseli w 1910 roku. Ponadto czterokrotnie zdobywał złote medale mistrzostw kraju w sprincie (1907-1910).